# Адамсон, Хендрик
Хендрик Адамсон (эст. Hendrik Adamson) (6 октября 1891 года — 7 марта 1946 года) — эстонский поэт и педагог.

## Биография
Хендрик Адамсон родился 6 октября 1891 года в семье портного в подворье Патси (Pats) в деревне Метсакуру (Metsakuru), волости Kärstna (в настоящее время деревня Veisjärve, в волости Тарвасту), уезда Вильяндимаа. Его родители были бедны. Он стал лучшим учеником местной школы, а затем учился в Педагогической семинарии в Тарту.
С 1911 года работал учителем в школе Torma Võtikvere. С 1919 по 1927 годы был заведующим начальной школы в эстонской деревне Kärstna. Впоследствии Адамсон стал профессиональным писателем, членом эстонского Союза писателей.
Хендрик Адамсон некоторое время работал учителем в Valgamaal Lõvel (1940) и Kärstnas (1944).
Язык эсперанто Адамсон изучил к концу 1929 года и уже в 1930 году начал писать оригинальные стихотворения на этом языке. В полной же мере его талант раскрылся на эстонском языке. Его первые стихи на эстонском печатались в газетах с 1913 года, свою первую книгу он написал в 1919 году. В 1934 году был издан альманах «Двенадцать поэтов», в котором было напечатано одиннадцать стихотворений Адамсона.
Скончался 7 марта 1946 года, похоронен на эстонском кладбище в небольшом городе Хельме на юге Эстонии. Произведения писателя переведены на русский (пер. Борис Штейн), английский и итальянский языки.

## Творчество
Forpasis kure la juneco,

temp' tro revema sen prudent'-
-
kaj estingiĝis purpurmeĉo

en malproksima orient'.
Min tro lacigis voj' ŝtonoza,

sur dorso sidas zorgo-ĝib',

mi iras, iras, senripoza

vagulo, sub sortbata vip'.
Min jam, post lastaj lacaj paŝoj,

atendas tombo: frosta lit',

kaj ĉirkaŭ kruco el kreskaĵoj

de l' ter volviĝos sole vit'.
Адамсон писал на эстонском языке, широко используя южноэстонские диалектизмы. Некоторые его стихотворения написаны на языке эсперанто.
Перу писателя принадлежат романы «Kuldblond neitsi» (Блондинка) и «Roheline sisalik» («Зеленая ящерица», Тарту, 1925).
Хендрик Адамсон написал стихотворения, включая:
- Mulgimaa (1919)
- Inimen (1925)
- Dekdu Poetoj (1934)
- Auli novelaro (1934)
- Infera regalo и Vesperkanto (1979)
- Auli (1983)